# Ersatzzeit
Die Ersatzzeit ist ein Begriff aus dem Rechtskreis der deutschen gesetzlichen Rentenversicherung. Sie ist eine sogenannte rentenrechtliche Zeit, angesiedelt bei den beitragsfreien Zeiten.

## Definition
Bei den beitragsfreien Zeiten generell und somit auch bei der Ersatzzeit unterblieb aufgrund besonderer Umstände die Entrichtung von Beiträgen zur gesetzlichen Rentenversicherung. Da Ersatzzeiten zur Begründung von Rentenansprüchen führen können, spielen diese Zeiten eine bedeutende Rolle neben den (tatsächlich verbeitragten) Beitragszeiten, denn sie zählen in allen Fällen von Rentenleistungen (wie Altersrenten, Erwerbsminderungsrenten oder Hinterbliebenenrenten) anwartschaftserhöhend mit.
Die Ersatzzeit steht als beitragsfreie Zeit neben anderen rentenrechtlichen Zeiten, wie den Anrechnungszeiten und der Zurechnungszeit.

## Kasuistik
Gemäß § 250 Sechstes Buch Sozialgesetzbuch (SGB VI) sind Ersatzzeiten bestimmte Zeiten ohne Versicherungspflicht nach vollendetem 14. Lebensjahr und historisch begrenzt bis zum Tag vor dem 1. Januar 1992. Es handelt sich um Zeiten mit Entschädigungscharakter, da in diesen Zeiten Beitragszahlungen aus Gründen unterblieben, die der Versicherte nicht zu vertreten hat. Hierzu zählen unter anderem:
- Kriegsdienst im Ersten und Zweiten Weltkrieg (auch innerhalb der SS, sofern dieser für Zwecke der Wehrmacht erfolgte), Kriegsgefangenschaft und damaliger Wehrdienst,  Dienst im Deutschen Minenräumdienst,
- Dienst beim Reichsarbeitsdienst,
- Zeiten der Verfolgung durch den Nationalsozialismus,
- Zeiten der Vertreibung oder Flucht, Internierung, Verschleppung und des Festgehaltenwerdens von Deutschen infolge des Zweiten Weltkrieges,
- Haftzeiten im Gebiet der DDR in der Zeit vom 8. Mai 1945 bis 30. Juni 1990, soweit der Versicherte rehabilitiert oder das Strafurteil aufgehoben worden ist.

Zum Teil zählen auch an diese Zeiten anschließende Krankheits- und Arbeitslosigkeitszeiten als Ersatzzeiten. Ersatzzeiten sind auf Zeiten bis zum 31. Dezember 1991 begrenzt. Sie zählen bei allen Rentenfällen ohne weitere Voraussetzungen sowohl bei der Wartezeit als auch bei der Rentenberechnung mit. Als sogenannte pauschale Ersatzzeit wird die Zeit vom 1. Januar 1945 bis 31. Dezember 1946 für Personen, welche den Bundesvertriebenausweis A oder B nach dem BVFG besitzen, bezeichnet.
In Abgrenzung zu den Ersatzzeiten zählen hierzu nicht Zeiten, für die eine Nachversicherung durchgeführt worden ist, ebenso wenig Zeiten, für die eine Nachversicherung mangels Antragstellung ausgeblieben ist.